# مایک سبث
مایک سابف (انگلیسی: Mike Sabath؛ زادهٔ ۲۴ فوریهٔ ۱۹۹۸) تهیه‌کننده موسیقی، ترانه‌پرداز، خوانندگی، نوازنده چند ساز اهل ایالات متحده آمریکا است.او با لیزو، مگان ترینر، لیام پین، لیتل میکس، جوناس برادرز و سلنا گومز در کنار دیگر هنرمندان فعالیت کرده‌است.